# Lago di Kielder
Il lago di Kielder (in inglese: Kielder Water o Kielder Reservoir) è un lago artificiale dell'Inghilterra settentrionale, situato all'interno della Foresta di Kielder), nella contea del Northumberland: è, con i suoi 11/10 km² di superficie, il più grande lago artificiale d'Inghilterra. Il lago, che prende il nome dal villaggio di Kielder (situato nella sponda settentrionale), fu ricavato per esigenze industriali tra il 1975 e il 1981.

## Geografia

### Collocazione
Il lago si trova a sud/sud-ovest del Parco nazionale del Northumberland e delle Cheviot Hills.

### Dimensioni
Il lago ha una lunghezza di 43,2 km e una portata d'acqua pari a 200 milioni di metri cubi.

### Località
Località lungo il lago di Kielder, sono:
- Kielder
- Gowanbum
- Falstone
- Lieplish
- Stannersbum

## Storia
La realizzazione di un lago artificiale nel Northumberland si rese necessaria per la richiesta d'acqua a scopi industriali, che i fiumi Tyne, Wear and Tees - secondo le previsioni fatti a metà anni settanta - non sarebbero più stati in grado di soddisfare.
Il progetto fu affidato a Frederick Gibberd, che si avvalse della collaborazione degli ingegneri Babtie Shaw e Morton.
I lavori durarono 6 anni, dal 1975 al 1981 e i costi dell'operazione ammontarono a 167 milioni di sterline.
L'apertura ufficiale avvenne nel 1982, alla presenza della regina Elisabetta II d'Inghilterra.

## Luoghi d'interesse lungo il lago di Kielder
- Castello di Kielder, a Kielder[6]